# Route nationale 78
La route nationale 78 (RN 78 o N 78) è stata una strada nazionale francese che partiva da Nevers e terminava a Saint-Laurent-en-Grandvaux. Oggi è completamente declassata.

## Percorso
Aveva origine dalla N7 presso Nevers, si dirigeva ad est passando per Saint-Benin-d'Azy e Château-Chinon (Ville) e giungeva ad Autun, dove condivideva un breve tratto con la N80. In seguito virava a sud-est, serviva Saint-Léger-sur-Dheune ed intersecava la N6 a Chalon-sur-Saône (fino a questo punto è oggi nota come D978).
Da Chalon, fino al 1972, raggiungeva Louhans per Saint-Germain-du-Plain e Branges (D978), dal 1972 al 2006 invece per Simard (troncone declassato a D678). Continuava allora verso est, ora come D678, toccando Lons-le-Saunier. Oltrepassava l’Ain per poi salire di quota, dopo Clairvaux-les-Lacs, fino ai 900 m s.l.m. di Saint-Laurent-en-Grandvaux, uscita dal quale si innestava sulla N5.